# 2
| [ Edytuj tabelę ] |                                                 |
| Król Armenii      | - 2 p.n.e. Erato (królowa) 2 - 2 Ariobarzanes 4 |
| Cesarz Chin       | - 1 p.n.e. Han Pingdi 6                         |
| Król Kapadocji    | - 36 p.n.e. Archelaos 17                        |
| Król Kommageny    | - 12 p.n.e. Antioch Filokajsar 17               |
| Władca Korei      | - 19 p.n.e. Yuri 18                             |
| Król Mauretanii   | - 25 p.n.e. Juba II 23                          |
| Król Nabatei      | - 9 p.n.e. Aretas IV 40                         |
| Król Partów       | - 2 p.n.e. Fraates V 4                          |
| Cesarz Rzymu      | - 27 p.n.e. Oktawian August 14                  |
| Król Tracji       | - 11 p.n.e. Remetalkes I 12                     |

Rok 2 / II
stulecia: I wiek p.n.e. ~
I wiek ~
II wiek

lata: 9 p.n.e. «
4 p.n.e. «
3 p.n.e. «
2 p.n.e. «
1 p.n.e. «
1 «
2
» 3
» 4
» 5
» 6
» 7
» 12

## Wydarzenia
Azja
- Powszechny spis ludności w Chinach wykazał 59 594 978 osób w 12 233 062 gospodarstwach domowych[1]. Spis ten jest wciąż jednym z najdokładniejszych takich badań w historii Chin[2].
  - Chiński spis ludności wykazał prawie milion ludzi mieszkających w Wietnamie.
- Ariobarzanes z Medii Atropatene został królem Armenii.
- Wang Mang rozpoczyna program osobistego wzbogacenia, przywracania tytułów markizów byłym cesarskim książętom i wprowadza system emerytalny dla emerytowanych urzędników. Ograniczenia nałożone są na matkę Imperatora, Małżonkę Wei i członków Klanu Wei.

Cesarstwo rzymskie
- Alfenus Warus oraz Publiusz Winicjusz zostali mianowani konsulami rzymskimi.
- Gajusz Cezar, wnuk Augusta, spotkał się z królem Partów na Eufracie.
- Gajusz Cezar wprowadził rzymskie wojska do Armenii.
- Juba II z Mauretanii dołączył do Gajusza Cezara w Armenii jako doradca wojskowy. W tym okresie poznał Glafirę (księżniczkę kapadocką i byłą żonę Aleksandra I z Judei, brata etnarchy Judei Heroda Archelaosa) i zakochał się w niej.
- Cedeides archontem w Atenach.
- Po śmierci Lucjusza Cezara, Liwia Druzylla przekonała Oktawiana Augusta aby umożliwił powrót do Rzymu jej synowi Tyberiuszowi, po sześciu latach dobrowolnego wygnania na wyspie Rodos.

## Urodzili się
- Tytus z Krety, pierwszy biskup Krety (data przypuszczalna; zm. ≈96).
- Deng Yu, chiński generał i polityk (zm. 58).

## Zmarli
- 20 sierpnia – Lucjusz Juliusz Cezar, syn Marka Agrypy (ur. 17 p.n.e.).
- Gajusz Marcjusz Cenzorinus, rzymski senator.
- Marek Lolliusz, rzymski namiestnik.